# Jaromierz (powiat człuchowski)
Jaromierz (kaszub. Jeromiérz, niem. Klausfelde) – wieś w Polsce, położona w województwie pomorskim, w powiecie człuchowskim, w gminie Człuchów, przy drodze krajowej nr 
Prywatna wieś szlachecka położona była w drugiej połowie XVI wieku w województwie pomorskim. W latach 1975–1998 wieś należała administracyjnie do województwa słupskiego.